# Петер Ларс Ларсон
Петер Ларс Ларсон (англ. Peter Lars Larson; нар. 1952) — американський палеонтолог, президент Інституту геологічних досліджень Блек-Гіллс. Очолював команду дослідників, яка розкопала та реконструювала «Сью» — один з найбільших і найповніших зразків тиранозавра рекс.

## Біографія
Виріс на ранчо поблизу міста Мішен (Південна Дакота). Скам'янілості почав збирати з чотирирічного віку на своєму ранчо. У 1974 році отримав ступінь бакалавра з геології в South Dakota School of Mines and Technology. Цього з року заснував організацію Black Hills Minerals, яка згодом переросла в Інститут геологічних досліджень Блек-Гіллс. У 1990 році Ларсон очолив розкопки скелета тиранозавра рекса, названого згодом «Сью». Маючи лише ступінь бакалавра з геології, Ларсон написав і був співавтором численних публікацій про динозаврів, розкопав більше скелетів Т. rex, ніж будь-який інший палеонтолог. Він був одним із перших, хто працював з кістковими патологіями T. rex, працював над розкриттям сексуального диморфізму T. rex, і довів що ''Nanotyrannus'' не є неповнолітнім T. rex, як стверджували інші.